# Hermann Balck
Hermann Balck (7 tháng 12 năm 1893 – 29 tháng 11 năm 1982) một sĩ quan quân đội Đức, đã tham gia cả Chiến tranh thế giới thứ nhất lẫn thứ hai và được thăng đến cấp Thượng tướng Thiết giáp (General der Panzertruppe). Ông được xem là một trong những chỉ huy thiết giáp tài ba nhất của Đệ tam Đế chế Đức, đã dẫn dắt các lực lượng thiết giáp Đức lập nên nhiều thắng lợi vang dội trên các mặt trận Pháp, Hy Lạp và Đông Âu thời Chiến tranh thế giới thứ hai. Cuối năm 1944, ông trở thành một trong 27 quân nhân duy nhất được nhận thưởng Huân chương Chữ Thập Hiệp sĩ đính kèm Lá sồi, Thanh kiếm và Kim cương (Ritterkreuz des Eisernen Kreuzes mit Eichenlaub, Schwertern und Brillanten).

## Thân thế
Balck chào đời ngày 7 tháng 12 năm 1893 tại Danzig - Langfuhr, Đông Phổ (nay là Wrzeszcz, Ba Lan), là con trai của ông William Balck và bà Mathilde, nhũ danh Jensen. Gia đình ông là một gia đình có truyền thống quân sự lâu đời, cụ cố ông từng phục vụ Binh đoàn Đức của Đức vua – một đơn vị lính Đức chiến đấu cho quân đội Anh dưới quyền Arthur Wellesley, Công tước Wellington – còn cụ nội ông từng là sĩ quan trong Trung đoàn Sơn cước Argyll và Sutherland của Anh. Cha của Hermann, Trung tướng William Back, là một trong những nhà lý luận chiến thuật và chiến lược hàng đầu của quân đội Đế quốc Đức, chỉ huy một sư đoàn trong Chiến tranh thế giới thứ nhất và được phong tặng Huân chương Thập tự Xanh, phần thưởng quân sự cao quý nhất của Đức thời bấy giờ.
Mùa xuân năm 1913, Balck nhập ngũ và trở thành thiếu sinh quân của Tiểu đoàn Biệt kích 10 Hannover – một đơn vị bộ binh sơn chiến đóng tại Goslar. Sau đó, ông học tập tại trường Cao đẳng Quân sự Hannover từ tháng 2 cho đến tháng 8 năm 1914, khi Chiến tranh thế giới thứ nhất bùng nổ và ông cùng tiểu đoàn mình được điều động tác chiến.

## Chiến tranh thế giới thứ nhất
Tháng 8 năm 1914, Balck được giao trách nhiệm làm trung đội trưởng trong tiểu đoàn ông vào ngày 1 và được cấp bằng Thiếu úy vào ngày 10. Hai năm sau (1916), ông được bổ nhiệm làm đại đội trưởng một đại đội súng máy và chính thức đeo lon Thiếu úy vào tháng 9. Ông tham gia chiến đấu trên các chiến trường Tây Âu, Đông Âu, Ý và Balkan. Có lúc ông từng chỉ huy một toán trinh sát chiến đấu hoạt động sau lưng phòng tuyến quân Nga trong vòng vài tuần lễ. Trong suốt chiều dài cuộc chiến, ông đã bị thương 7 lần và được tặng thưởng Huân chương Thập tự Sắt hạng I. Vào tháng 10 năm 1918, Balck được đề cử trao tặng Huân chương Thập tự Xanh, nhưng trước khi ông có thể nhận thưởng thì Đế quốc Đức đã sụp đổ vào đầu tháng 11.

## Thời kỳ giữa hai cuộc thế chiến
Sau khi chiến tranh kết thúc, Balck gia nhập một tiểu đoàn biệt kích tình nguyện. Được giữ lại phục vụ trong Lực lượng Phòng vệ Quốc gia của Cộng hòa Weimar, ông ở lại binh chủng bộ binh và lãnh chức sĩ quan phụ tá một tiểu đoàn trong Trung đoàn Bộ binh 20. Sau đó, ông đổi sang làm sĩ quan phụ tá Tiểu đoàn Biệt kích III Brunswick-Tây Phổ thuộc Trung đoàn Bộ binh 17 đóng tại Celle từ năm 1920 đến năm 1921. Kế đến, ông làm sĩ quan tham mưu và huấn luyện trong trung đoàn từ năm 1921 cho tới năm 1924. Sau khi lên quân hàm Trung úy, ông chuyển sang Trung đoàn Kỵ binh 18 đóng tại Cannstatt (gần Stuttgart) vào cuối năm 1924. Tại đây, ông dẫn đầu một trung đội súng máy từ năm 1925 đến năm 1928, sau đó chỉ huy một khối kỵ binh trong giai đoạn 1928 – 1933 và được gắn lon Đại úy kỵ binh (Rittmeister) vào năm 1929. Ngay từ thời gian này, ông đã nhận thức rõ sự ưu việt của chiến tranh cơ giới và trở thành một trong những người đầu tiên chủ trương cơ giới hóa quân đội Đức.
Vào thập niên 1930, Balck từng hai lần công tác tại Bộ Tổng tham mưu và hai lần được đề bạt làm sĩ quan bộ này nhưng ông đều khước từ vì ưu tiên làm sĩ quan tác chiến. Cũng như hai tên tuổi lớn khác trong ngành thiết giáp Đức sau này là Erwin Rommel và Heinz Guderian, Balck áp dụng trường phái "chỉ huy từ tuyến đầu" trong chiến đấu (Führen von vorn). Không chỉ giúp người chỉ huy dễ nắm bắt, khai thác tình hình chiến thuật và thu được hiệu quả tác chiến cao nhất, phương pháp này còn đem lại lợi thế to lớn trên khía cạnh tâm lý. Cụ thể, trong tình huống nguy khốn, sự hiện diện của một tư lệnh cấp cao ngoài tiền tuyến luôn là nguồn động lực ngăn chặn sự rối loạn hàng ngũ và thôi thúc quân sĩ tiếp tục chiến đấu.
Trong 6 năm đầu cầm quyền của chế độ Hitler, Balck được thăng cấp thiếu tá năm 1935 rồi lên lon thượng tá năm 1938. Cũng vào giai đoạn này, ông làm sĩ quan tham mưu cho Sư đoàn Bộ binh số 3 tại Frankfurt an der Oder trong một thời gian ngắn và chỉ huy Tiểu đoàn Xe đạp số 1 tại Tilsit, Đông Phổ (nay là Sovetsk, Liên bang Nga) từ năm 1935 cho đến năm 1938.
 Tiếp theo đó, ông được chuyển sang Ban Thanh tra Quân Cơ động (thiết giáp, bộ binh cơ giới và kỵ binh) thuộc Bộ Tư lệnh Tối cao ở Berlin do Thiếu tướng Heinz Guderian cầm đầu vào ngày 24 tháng 11 năm 1938. Balck đã hình thành một mối quan hệ lâu dài và hữu hảo với thủ trưởng của mình.

## Chiến tranh thế giới thứ hai

### Giai đoạn 1939-1942

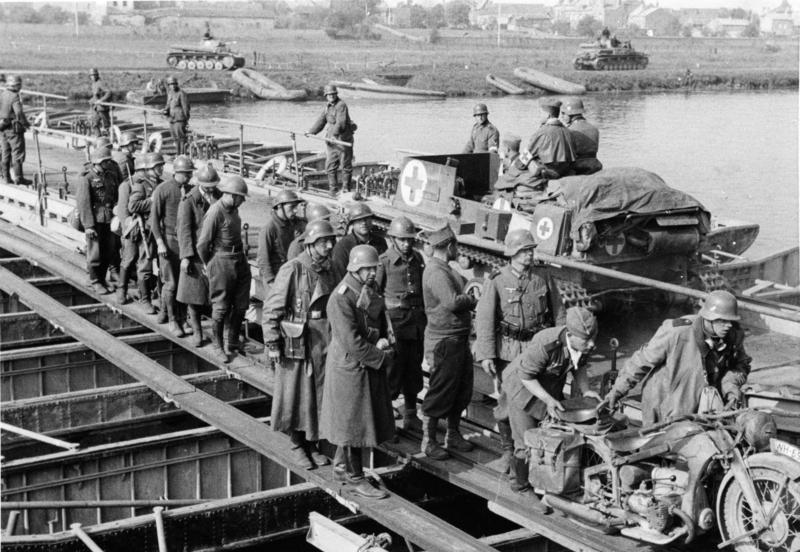
Sư đoàn Thiết giáp số 1 vượt cầu phao trên sông Meuse gần Sedan, 1940.

Cuộc Chiến tranh thế giới thứ hai bùng nổ vào ngày 1 tháng 9 năm 1939 khi Balck đang hoạt động tại Ban Thanh tra Quân Cơ động - Bộ Tư lệnh Tối cao. Trong Chiến dịch tấn công Ba Lan (1939), Balck nhận lãnh nhiệm vụ tái tổ chức và trang bị cho các sư đoàn thiết giáp của quân đội Đức. Sau khi Warszawa thất thủ, ông được lãnh chức Trung đoàn trưởng Trung đoàn Súng trường 1 (Sư đoàn Thiết giáp 1), một trung đoàn tinh nhuệ trong Quân đoàn Thiết giáp XIX do Thượng tướng Thiết giáp Guderian thống lĩnh và tham gia Chiến dịch nước Pháp năm 1940. Được sự yểm hộ đắc lực của các phi cơ bổ nhào Stuka, ông dẫn dắt trung đoàn mình đánh chiếm và củng cố một đầu cầu trên sông Meuse vào buổi chiều ngày 13 tháng 5. Dù chưa được chi viện xe tăng và pháo phòng không, Balck quyết định mở rộng đầu cầu của mình và quét sạch quân Pháp khỏi thị trấn Chémery, cách sông Meuse gần 10 km về hướng nam, trong một cuộc hành quân ban đêm. Hôm sau, một lữ đoàn thiết giáp Pháp gồm 40 xe tăng - có sự yểm hộ của không quân Anh-Pháp - tiến hành phản công vào đầu cầu của trung đoàn Balck, gây cho quân Đức nhiều khó khăn. Nhưng quân Pháp chưa kịp triển khai đủ lực lượng thì công binh Đức đã bắc xong cầu phao qua sông Meuse, mở lối cho xe tăng và pháo chống tăng Đức tham gia chặn đánh mũi phản công của quân Pháp. Trong một trận đánh ngắn và dữ dội, quân Đức đã bắn cháy được 30 xe tăng Pháp và cuộc phản kích đầu tiên của quân Pháp vào đầu cầu sông Meuse hoàn toàn thất bại.
Sau thắng lợi bước đầu nói trên, Guderian điều các Sư đoàn Thiết giáp số 1 và 2 tiến ra eo biển Măngsơ để hợp vây quân chủ lực Pháp-Anh trên mạn tây bắc. Tại thị trấn La Horgne vào ngày 15 tháng 5, trung đoàn Balck vấp phải sự kháng cự quyết liệt của một lữ đoàn lính thuộc địa Maroc-Algérie và bị kìm chân trong vòng nhiều tiếng đồng hồ. Quân Pháp bị đánh thiệt hại nặng nề, nhưng phải đến cuối chiều ngày hôm ấy thì La Horgne mới thất thủ về tay quân Đức. Tiếp theo sau chiến thắng La Horgne, Balck thúc quân tiến đánh Bouvellemont - một ngôi làng nằm ở phía tây Sedan - nhưng cán bộ, binh sĩ dưới quyền ông đã kiệt sức sau nhiều ngày mất ăn mất ngủ và từ chối tiếp tục tác chiến. Ông bèn chạy lên phía trước đoàn quân, lấy một khẩu súng trường chĩa về phía ngôi làng và tuyên bố hoặc là một mình ông sẽ tấn công đồi, hoặc là quân binh sẽ cùng ông chiến đấu. Thế là Trung đoàn Súng trường số 1 ồ ạt xung phong và theo chân thủ trưởng quét sạch quân Pháp ra khỏi làng Bouvellemont. Kế đến, Balck và Sư đoàn Thiết giáp số 1 tiếp tục tiến như vũ bão về hướng tây cho đến ngày 24 tháng 5, khi họ tiếp cận được eo biển và áp sát thành phố cảng Dunkerque, đẩy Lực lượng Viễn chinh Anh vào nguy cơ bị tiêu diệt. Nhưng vì một lý do không rõ ràng, Hitler phát lệnh cho Guderian tạm dừng hành quân trong vòng 48 giờ đồng hồ, tạo điều kiện cho phía Anh tổ chức di tản quân chủ lực của họ về chính quốc. Bốn ngày sau đó, Hitler chuyển giao nhiệm vụ đánh chiếm hải cảng Dunkerque cho một quân đoàn bộ binh và hạ lệnh cho Guderian đem quân thiết giáp đánh xuống biên giới Thụy Sĩ. Một lần nữa, tướng Guderian lấy trung đoàn Balck làm quân tiên phong cho quân đoàn của ông.
Sau trận đột phá phòng tuyến Meuse, Balck đề xuất sáng kiến thành lập một kiểu đơn vị đặc biệt gọi là Chiến đoàn (Kampfgruppe) – trong đó bộ binh và thiết giáp phối hợp chặt chẽ với nhau khi hành quân tác chiến – và nhận được sự tán đồng của thượng cấp. Sự ra đời của các chiến đoàn đã góp phần hoàn chỉnh chiến thuật hiệp đồng binh chủng của quân đội Đức và đem lại cho họ lợi thế đáng kể so với các đội quân được tổ chức và huấn luyện cứng nhắc của Pháp và Anh. Ngày 3 tháng 6 năm 1940, viên trung tá 47 tuổi được tặng thưởng Huân chương Thập tự Hiệp sĩ (Ritterkreuz) vì khả năng chỉ huy tác chiến của mình. Tiếp theo đó, ông chiến đấu dũng cảm trong các trận đánh gần Rethel và trực tiếp giật lấy hàng loạt cờ hiệu của một trung đoàn quân Pháp. Trong hồi ký "Erinnerungen eines Soldaten" (tạm dịch: "Hồi ức của một người lính) của mình, Guderian ca ngợi Balck là một cán bộ "tài năng và dũng mãnh" và đánh giá rất cao những công trạng của ông trong chiến dịch Pháp. Sau khi được thăng quân hàm đại tá vào tháng 8 năm 1940, Balck nhậm chức Trung đoàn trưởng Trung đoàn Thiết giáp 3 Sư đoàn Thiết giáp 1 và tham gia Chiến dịch Hy Lạp vào tháng 4 năm 1941. Sau khi đánh thủng phòng tuyến Metaxas và tiến chiếm Salonika, Balck cầm đầu một cụm thiết giáp đánh bọc hông quân New Zealand thuộc lực lượng viễn chinh Anh gần núi Ólympos. Thắng lợi này đã phản ánh năng lực điều khiển thiết giáp của ông ngay cả trong môi trường đồi núi hiểm trở của Hy Lạp. Sau khi quốc gia Nam Âu này thất thủ, Balck giữ chức thủ trưởng Lữ đoàn Thiết giáp 2 trong một thời gian ngắn. Kế đến, ông trở thành Ủy viên Kinh tế trong Ban Chỉ đạo Trang thiết bị Quân đội - Bộ Chiến tranh vào tháng 7 năm 1941 và được giao nhiệm vụ bù đắp các thiệt hại về phương tiện chiến tranh của quân đội Đức trong Chiến dịch Barbarossa trên chiến trường Liên Xô. 4 tháng sau, ông được phân công làm Thanh tra Quân cơ động và tại nhiệm cho đến ngày 16 tháng 5 năm 1942. Đây chính là chức vụ mà Guderian từng nắm giữ hồi năm 1938.

### Giai đoạn 1942-1944

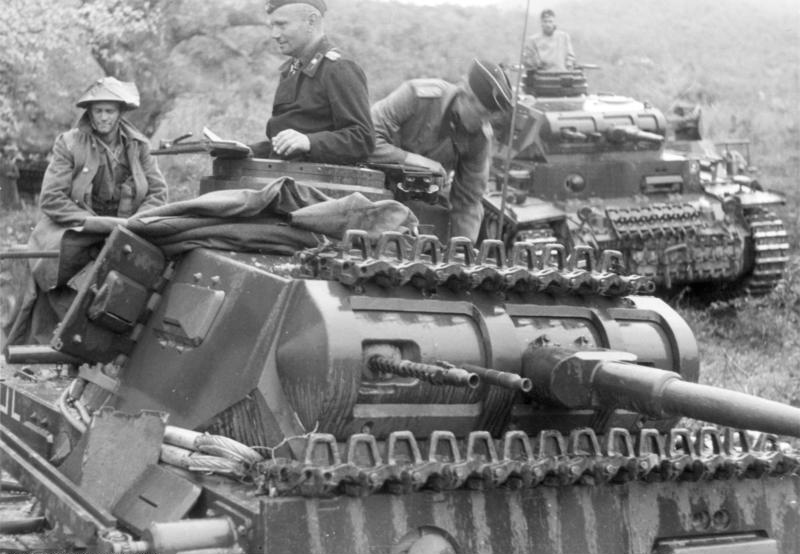
Balck trên xe tăng chỉ huy tại mặt trận Hy Lạp, tháng 4 năm 1941.

Khi quân Đức bị chặn đứng ngay trước cửa ngỡ Moskva, Balck được cử đi thị sát và báo cáo tình hình mặt trận này cho chính quyền Hitler. Mặc dù đã trở nên nổi tiếng về tài dụng binh táo bạo và chiến thuật sáng tạo, Thanh tra Balck vẫn ao ước có thêm dịp mở mang kinh nghiệm tác chiến của mình. Và mong muốn ấy trở thành hiện thực vào tháng 5 năm 1942, khi Balck được phân công làm Sư đoàn trưởng Sư đoàn Thiết giáp 11, một trong những sư đoàn được trang bị mạnh nhất của quân đội Đức, ở Nga. Chừng 3 tháng sau đó, ông được lên cấp hàm thiếu tướng vào ngày 1 tháng 8 năm 1942. Dưới sự chỉ huy mạnh bạo của Balck, Sư đoàn Thiết giáp 11 đã lập được nhiều thành tích trong chiến đấu. Thực hiện phương châm "Hành quân đêm cứu mạng người" do chính ông đề ra, Balck thường hay di chuyển sư đoàn mình trong các cuộc hành quân đêm và tấn kích các điểm yếu nhất nơi phòng tuyến Hồng quân Liên Xô vào lúc rạng đông. Ông cũng bỏ ra nhiều thời gian xuống thăm các trung đoàn của mình để đảo bảm mọi sĩ quan thuộc cấp đều tuân thủ kế hoạch của ông. Đồng thời, Balck thường xuyên duy trì liên lạc chặt chẽ với các đơn vị trong sư đoàn ông thông qua radio kể cả khi trong máu lửa của chiến trận. Ông đòi hỏi rất cao ở các cấp chỉ huy dưới quyền và không hề khoan thứ cho bất kỳ ai không đáp ứng được tiêu chuẩn của ông. Đã có hơn một sĩ quan bị huyền chức trong sự nghiệp của Balck.
Vào tháng 12 năm 1942, quân đội Liên Xô vây khốn Tập đoàn quân số 6 của tướng Friedrich Paulus trong thành phố Stalingrad. Trước tình hình đó, Thống chế Tư lệnh Cụm tập đoàn quân sông Đông Erich von Manstein lên kế hoạch huy động Tập đoàn Thiết giáp số 4 dưới quyền tướng Hermann Hoth và Quân đoàn Thiết giáp XLVIII dưới quyền tướng Otto von Knobelsdorff tấn công giải vây cho Tập đoàn quân số 6. Manstein lấy Sư Thiết giáp 11 của Balck làm đơn vị cơ động tác chiến dự bị sau lưng Quân đoàn Thiết giáp XLVIII. Ngày 7 tháng 12 năm 1942, khi quân Đức chưa kịp hội đủ lực lượng tấn công, nguyên soái Liên Xô Georgi K. Zhukov điều Tập đoàn xe tăng 5 đánh thọc sâu vào sườn Sư đoàn Bộ binh 336 Quân đoàn Thiết giáp XLVIII trên bờ tây sông Chir (một nhánh phụ lưu sông Đông) cách Stalingrad không xa. Trong khi 2 lữ đoàn thiết giáp Liên Xô đánh bật Sư Bộ binh 336 xuống phía nam, Balck cấp tốc hành quân từ Rostov về chống giữ chiến tuyến sông Chir. Hai đoàn quân thiết giáp chạm trán nhau tại Nông trường Quốc doanh số 79 trên phía bắc Verkhne Solonovski vào buổi chiều hôm ấy và giao chiến cho tới khi màn đêm buông xuống. Sau đó, bộ đội xe tăng Liên Xô trú lại trong nông trang để chờ bộ binh đến yểm trợ.
Nhắm thấy thời cơ tới, Balck bài trí một tiểu đoàn công binh cùng vài khẩu pháo phòng không 88 ly ở cửa trước nông trường quốc doanh và hạ lệnh cho các trung đoàn của mình tiến vòng qua nông trường rồi chốt giữ một ngọn đồi chế ngự cổng sau. Khi một đội hình bộ binh mô tô của Liên Xô tiến đánh nông trang trong rạng sáng ngày 8 tháng 12, xe tăng quân Đức tràn xuống đồi, tiến song song với đoàn bộ binh Xô Viết và thanh toán họ bằng hỏa lực súng máy ở cự ly 18,3 m để tiết kiệm đạn xuyên giáp. Tiêu diệt xong bộ binh mô tô Liên Xô, các chiến xa của Balck tiếp tục hành tiến về hướng nam theo con đường mà bộ binh Liên Xô đã đi trước đó và tiếp cận nông trường đúng lúc đoàn xe tăng Xô Viết đang tiến khỏi đây để thủ tiêu cái mà họ tưởng là sườn trái mỏng manh của Sư đoàn Bộ binh 336. Sau khi những quả pháo đầu tiên của bộ đội phòng không Đức gây rối loạn cho đội hình xe tăng Liên Xô, Balck liền tung quân thiết giáp đánh thốc vào lưng đối phương. Hai lữ đoàn thiết giáp Liên Xô đánh trả quyết liệt cho đến khi bị đè bẹp hoàn toàn vào cuối ngày hôm ấy. Trong cuốn sách "Những trận tăng chiến" (1956), cựu thiếu tướng Đức Friedrich von Mellenthin cho biết 53 xe tăng Liên Xô đã bị loại khỏi vòng chiến vào ngày 8 tháng 12, nhưng không có số liệu về thiệt hại của phía Đức. Tiếp theo sau chiến thắng ngày 8 tháng 12, Balck dẫn dắt sư đoàn mình đánh thêm nhiều trận nữa và hủy diệt Tập đoàn quân xung kích số 5 Liên Xô vào cuối năm 1942, qua đó ngăn chặn đối phương lập đầu cầu trên sông Chir. Tuy nhiên, những cuộc chiến đấu dai dẳng đã đem lại thiệt hại nặng nề về nhân lực và vật lực cho Sư Thiết giáp 11 trong khi sức mạnh hỏa lực của quân đội Liên Xô càng lúc càng được tăng cường. Kết thúc chung cuộc, Stalingrad thất thủ ngày 2 tháng 2 năm 1943 và Tập đoàn quân số 6 lọt vào danh sách tù binh của Liên Xô.
Sau khi thụ phong quân hàm trung tướng vào ngày 21 tháng 1 năm 1943, Balck được phân công làm Tư lệnh Quân đoàn Thiết giáp XIV đánh nhau với liên quân Anh-Mỹ tại Salerno trên chiến trường Ý. Tại đây, ông bị chấn thương nặng trong một vụ tai nạn máy bay và phải chuyển sang ngạch dự bị trong vòng vài tháng. Trong thời gian này, ông thụ phong cấp bậc Thượng tướng Thiết giáp (General der Panzertruppen) vào ngày 2 tháng 11 năm 1943. Balck cuối cùng đã trở lại ngạch thường trực vào ngày 13 tháng 11 năm 1943, khi ông được bổ nhiệm chức Tư lệnh Quân đoàn Thiết giáp XXXXVIII (Tập đoàn Thiết giáp số 4) trên chiến trường Xô-Đức. Giữa ông với Đại tá Friedrich von Mellenthin – Tham mưu trưởng Quân đoàn Thiết giáp XXXXVIII – đã hình thành một mối quan hệ hợp tác chặt chẽ và tốt đẹp. Dù từng phục vụ dưới trướng các danh tướng Guderian và Rommel, Mellenthin trong tác phẩm "Những trận tăng chiến" (1956) đã không tiếc lời ca ngợi Balck là "một trong những chỉ huy thiết giáp kiệt hiệt hất; kỳ thực, nếu Manstein là chiến lược gia vĩ đại nhất của Đức trong Chiến tranh thế giới thứ hai, thì tôi nghĩ Balck đáng được xem là vị tướng đánh trận giỏi nhất của chúng ta". Phát huy tối đa hiệu quả của chiến thuật hành quân đêm và tập trung sức mạnh hỏa lực tại các điểm xung yếu, Balck chỉ huy quân đoàn mình đánh nhiều trận lớn gần Tarnopol, Radomyshl và Kiev, giành thêm nhiều chiến thắng khó nhọc trước các thành phần thuộc Tập đoàn quân số 60 cùng 2 tập đoàn quân Liên Xô khác trong giai đoạn cuối năm 1943 – đầu năm 1944. Do luôn giữ liên lạc chặt chẽ với các sĩ quan cấp dưới (ngay cả khi trong nước sôi lửa bỏng của chiến trận), Balck không gặp khó khăn gì đáng kể trong việc vận động xe tăng đánh thọc vào sườn đối phương. 
Nửa đầu năm 1944, quân đoàn Balck được chuyển sang biên chế của Tập đoàn Thiết giáp số 1 thuộc Cụm Tập đoàn quân Bắc Ukraina do Thống chế Walter Model chỉ huy. Trong một lần Model xuống thăm Bộ Tư lệnh Quân đoàn Thiết giáp XLVIII, sự bất đồng của Balck với phong cách cầm quân có phần lập dị của vị thủ trưởng đã dẫn đến một "trận cãi vã kinh thiên động địa" giữa hai ông. Kể từ đó, Model không bao giờ đi thăm Quân đoàn Thiết giáp XLVIII nữa, nhưng vị thống chế vẫn luôn là người đầu tiên gửi điện mừng mỗi khi Balck được bổ nhiệm chức vụ mới. Khi quân đội Liên Xô phát động một chiến dịch tấn công quy mô lớn nhằm vào Cụm Tập đoàn quân Bắc Ukraina vào tháng 7, Black huy động các Sư đoàn Thiết giáp số 1 và 8 tiến hành phản công nhưng bị đẩy lui với thiệt hại lớn. Thừa thắng, quân đội Liên Xô đánh chiếm Lublin vào ngày 1 tháng 8 năm 1944. Tập đoàn Thiết giáp số 4 bị đánh bật qua sông Wisla trong khi Quân đoàn Thiết giáp XLVIII và Tập đoàn quân số 1 phải rút chạy vào miền núi Karpat. Để hạn chế hậu quả của thảm họa này, Bộ Tư lệnh Tối cao Đức thăng chức Balck lên Tư lệnh và Mellenthin lên Tham mưu trưởng Tập đoàn Thiết giáp số 4 vào cuối tháng 8 – đầu tháng 9 năm 1944. Hai ông tổ chức phản kích gần Baranov và chặn đứng một mũi tấn công lớn của quân Liên Xô trên sông Wisla, làm chiến tuyến tại đây được tạm thời ổn định trong 4 tháng tới. Vì những chiến công như vậy, Balck trở thành một trong 27 quân nhân duy nhất được tưởng thưởng Huân chương Thập tự Hiệp sĩ đính kèm Lá sồi, Thanh kiếm và Kim cương.

### Giai đoạn 1944-1945
Thừa nhận năng lực dụng binh của Balck, Bộ Tư lệnh Tối cao Đức quyết định chuyển Balck sang Mặt trận Tây Âu vào cuối tháng 9 năm 1944 để vãn hồi tình hình quân đội Đức trong khu vực đó. Sau khi viên đại tướng thất sủng Johannes Blaskowitz bị thôi chức Tư lệnh Cụm tập đoàn G (ban đầu bao gồm các Tập đoàn quân số 1, 19 và Tập đoàn Thiết giáp số 5 do tướng Hasso von Manteuffel chỉ huy), Balck và Mellenthin lần lượt được cử làm tư lệnh và tham mưu trưởng cụm tập đoàn quân này vào ngày 21 tháng 9. Hai ông nhận lệnh cản phá các mũi tấn công của Tập đoàn quân số 3 Hoa Kỳ tại Lorraine và Cụm Tập đoàn quân số 6 Hoa Kỳ (gồm Tập đoàn quân số 7 Mỹ và Tập đoàn quân số 1 Pháp) tại Alsace trên mạn bắc Pháp. Mặc dù Cụm Tập đoàn quân G đã bị hao tổn nặng nề trong các trận chiến trước đó ở Nam Pháp và Alsace-Lorraine, Balck và Mellenthin nhanh chóng xây dựng và chính đốn lại một phần lực lượng của mình với sự hỗ trợ đắc lực từ Bộ Tổng tư lệnh Chiến trường phía Tây do Thống chế Gerd von Rundstedt đứng đầu. Tuy vậy, vào tháng 10 năm 1944, Hitler phát lệnh cho Balck thuyên chuyển Tập đoàn Thiết giáp số 5 và nhiều đơn vị khác khỏi Cụm tập đoàn quân G để thực hiện Chiến dịch tấn công Ardennes mà Hitler đang ráo riết chuẩn bị.  Sự kiện này đã để lại cho Balck một cụm tập đoàn quân ốm yếu với mọi đơn vị đều không có trình độ và kinh nghiệm thực chiến, ngoại trừ 7.000 quân của Sư đoàn Xung kích số 361 dày dạn.
Đối mặt với ưu thế vượt trội về quân số và hỏa lực của phe Đồng Minh, bộ đôi Balck-Mellenthin áp dụng chiến thuật phòng ngự mềm dẻo và thành lập các tổ xe tăng tác chiến cơ động gọi là Panzerkampftruppen - với mỗi tổ gồm 2 trung đội tăng và 2 trung đội bộ binh cơ giới. Quân hai ông đã cản được các đợt công kích của quân Mỹ vào Metz, kìm hãm cuộc tiến công biên giới Pháp-Đức của quân Đồng Minh trong vòng hàng tháng trời đồng thời tạo điều kiện thuận lợi cho Bộ Tư lệnh Chiến trường phía Tây chuẩn bị và phát động Chiến dịch Ardennes ngày 16 tháng 12. Mặc dù Cụm Tập đoàn quân G vẫn không thể ngăn ngừa Tập đoàn quân số 3 Mỹ chiếm Metz ngày 21 tháng 11 và Tập đoàn quân số 1 Pháp chiếm Strasbourg ngày 24 tháng 11, hầu hết các sư đoàn Đồng Minh vẫn còn cách phòng tuyến "Bức tường phía Tây" (Westwall) trên biên giới Pháp-Đức đến 10 km trong thời điểm ngày 15 tháng 12 năm 1944. Balck sau này ghi nhận: "Khi chiến dịch Ardennes bùng nổ, quân Mỹ chấm dứt các đợt tấn công của họ và lui về phòng tuyến Maginot, và chúng tôi đã thở được ra hơi. Chúng tôi đã cầm cự lâu hơn dự kiến đến 4 tuần, và chúng tôi cảm thấy mình đã làm được điều khó tin."
Cả giận trước việc Balck để mất các thành phố lớn của Alsace-Lorraine và nghe theo sự xúi giục của Chỉ huy trưởng lực lượng SS Heinrich Himmler, Hitler tước quyền chỉ huy Cụm tập đoàn G của ông vào ngày 24 tháng 12 năm 1944. Vài tuần trước đó, mâu thuẫn giữa Mellenthin với Đại tướng Heinz Guderian (giờ đây là Tham mưu trưởng Lục quân kiêm Tổng thanh tra Tăng-Thiết giáp) đã dẫn đến việc Mellenthin bị ông này huyền chức và quản thúc tại gia. Tuy nhiên, do Balck là bạn thân cũ của Guderian nên vị Tham mưu trưởng Lục quân đã thuyết phục Hitler giao cho Balck một chức chỉ huy mới thay vì tước quân tịch ông. Một lần nữa, ông được điều sang chiến trường Đông Âu và lãnh nhiệm chức Tư lệnh Cụm tập đoàn quân Balck ở Hungary. Với biên chế bao gồm Tập đoàn quân số 6 được tái lập của Đức và hai tập đoàn quân Hungary, cụm tập đoàn quân của Balck đã căng sức chống đỡ các đợt tấn công của hồng quân Liên Xô trong giai đoạn cuối năm 1944 - đầu năm 1945. Giữa tháng 1 và tháng 2 năm 1945, Balck cố giải vây cho quân đồn trú Đức tại Budapest nhưng bị thất bại. Không thể cự nổi các binh đoàn hùng hậu của Liên Xô, Balck rút đội quân tàn tạ của mình sang hướng tây và đầu hàng Quân đoàn XX Hoa Kỳ tại Áo vào ngày 8 tháng 5 năm 1945.

## Sau thế chiến
Sau khi Chiến tranh thế giới thứ hai kết thúc, Balck tiếp tục bị giam cầm trong trại tù binh của Đồng Minh cho đến năm 1947. Sang năm 1948, ông bị bắt giữ và buộc tội giết người vì đã tự ý hành quyết Trung tá Johann Schottke – một chỉ huy pháo binh bị ông phát hiện say rượu khi đang làm nhiệm vụ gần Saarbrücken vào cuối tháng 11 năm 1944. Tòa án phát hiện rằng Balck đã ra lệnh xử bắn Schottke mà không qua xét xử đúng luật. Ông bị kết án 3 năm tù giam, nhưng được phóng thích sau 1 năm rưỡi ngồi tù. Sau khi ra tù, ông làm nhân viên nhà ga và sống đời bình lặng ở thành phố Stuttgart. Mặc dù Balck từ chối sự phỏng vấn của Bộ phận Lịch sử - Quân đội Hoa Kỳ, ông cùng cựu thiếu tướng Mellenthin đã tham dự nhiều buổi tranh luận và hội thảo với các chỉ huy cấp cao của NATO tại trường Cao đẳng Chiến tranh Lục quân Hoa Kỳ vào cuối thập niên 1970. Trong những cuộc họp này, cả hai ông đều có rất nhiều đóng góp đến sự phát triển của học thuyết "Tác chiến Không Lục" (AirLand Battle) của quân đội Mỹ. Tự truyện của Balck là "Ordnung im Chaos" (tạm dịch: Trật tự trong Hỗn mang) đã được xuất bản tại Đức năm 1981 và được thiếu tướng Hoa Kỳ David T. Zabecki cùng thượng tá Hoa Kỳ Dieter J. Biedekarken dịch sang tiếng Anh với nhan đề Order in Chaos: The Memoirs of General of Panzer Troops Hermann Balck năm 2015. Cựu thượng tướng thiết giáp Hermann Balck từ trần ở Erbenbach—Rockenan, Württemberg, Cộng hòa Liên bang Đức vào ngày 29 tháng 11 năm 1982 và được mai táng ở Asperg, gần Ludwigsburg. Ngày nay, những thắng lợi lớn của ông trong Chiến tranh thế giới thứ hai vẫn được nghiên cứu tỉ mỉ trong Cao đẳng Tổng tham mưu và Chỉ huy Quân đội Hoa Kỳ.

## Ngày thăng chức
- Ngày 20 tháng 9 năm 1916: Thiếu úy
- Ngày 1 tháng 5 năm 1924: Trung úy
- Ngày 1 tháng 2 năm 1929: Rittmeister - Đại úy Kỵ binh
- Ngày 1 tháng 6 năm 1935: Thiếu tá
- Ngày 23 tháng 1 năm 1938: Trung tá
- Ngày 1 tháng 10 năm 1940: Oberst - Đại tá
- Ngày 15 tháng 7 năm 1942: Thiếu tướng
- Ngày 21 tháng 1 năm 1943: Trung tướng
- Ngày 12 tháng 11 năm 1943: Thượng tướng Thiết giáp[5]

## Phong thưởng
- Huân chương Thập tự Sắt (1914)
  - Hạng 2 (15 tháng 10 năm 1914)[34]
  - Hạng 1 (26 tháng 11 năm 1914)[34]
- Hiệp sĩ Huân chương Vương tộc Hohenzollern đính kèm Thanh kiếm (3 tháng 12 năm 1917)[35]
- Huân chương Quân công hạng 4 đính kèm Thanh kiếm (Bayern; 15 tháng 11 năm 1914)[35]
- Huân chương Chữ thập Quân công hạng 3 (Áo-Hung; 28 tháng 2 năm 1916)[35]
- Huân chương Quả cảm hạng 3 đính kèm Thanh kiếm (Bulgaria; 2 tháng 12 năm 1941)[35]
- Huy hiệu thương binh (1918) bằng vàng (10 tháng 5 năm 1918)[35]
- Huy hiệu xe tăng bằng bạc (14 tháng 10 năm 1940)
- Cái móc trên Huân chương Thập tự Sắt (1939)
  - Hạng 2 (12 tháng 5 năm 1940)[34]
  - Hạng 1 (13 tháng 5 năm 1940)[34]
- Huân chương Chữ thập Hiệp sĩ đính kèm Lá sồi, Thanh kiếm và Kim cương
  - Huân chương Chữ thập Hiệp sĩ ngày 3 tháng 6 năm 1940 trên cương vị Trung tá - Trung đoàn trưởng Trung đoàn Súng trường 1[36][37]
  - Lá sồi thứ 155 ngày 20 tháng 12 năm 1942 trên cương vị Thiếu tướng - Sư đoàn trưởng Sư đoàn Thiết giáp 11[36][38]
  - Thanh kiếm thứ 25 ngày 4 tháng 3 năm 1943 trên cương vị Trung tướng - Sư đoàn trưởng Sư đoàn Thiết giáp 11[36][39]
  - Kim cương thứ ngày 31 tháng 8 năm 1944 trên cương vị Thượng tướng Thiết giáp - Tư lệnh Tập đoàn Thiết giáp 4[36][40]

### Sách
- Berger, Florian (1999). Mit Eichenlaub und Schwertern. Die höchstdekorierten Soldaten des Zweiten Weltkrieges (in German). Selbstverlag Florian Berger. ISBN 3-9501307-0-5.
- Bond, Brian (2001). The Battle for France & Flanders: Sixty Years On. Pen and Sword. ISBN 0850528119.
- Fellgiebel, Walther-Peer (2000). Die Träger des Ritterkreuzes des Eisernen Kreuzes 1939-1945 (in German). Friedburg, Germany: Podzun-Pallas. ISBN 3-7909-0284-5.
- Fraschka, Günther (1994). Knights of the Reich. Atglen, Pennsylvania: Schiffer Military/Aviation History. ISBN 0-88740-580-0.
- Fredriksen, John C. (2001). America's Military Adversaries: From Colonial Times to the Present. ABC-CLIO. ISBN 1576076032.
- Frieser, Karl-Heinz; Greenwood, John T. (2005). The Blitzkrieg Legend: The 1940 Campaign in the West. Naval Institute Press. ISBN 1591142946.
- May, Ernest R. (2000). Strange Victory: Hitler's Conquest of France. I.B. Tauris. ISBN 1850433291.
- Merriam Press (1998). General Hermann Balck. Merriam Press. ISBN 1576381102.{{Chú thích sách}}:  Quản lý CS1: ref trùng mặc định (liên kết)
- Mitcham, Samuel W.; Mueller, Gene (2012). Hitler's Commanders. Rowman & Littlefield. ISBN 1442211520.
- Mitcham, Samuel W. (2007). Rommel's Lieutenants: The Men who Served the Desert Fox, France, 1940, Issue 7. Greenwood Publishing Group. ISBN 0275991857.
- Schaulen, Fritjof (2003). Eichenlaubträger 1940 - 1945 Zeitgeschichte in Farbe I Abraham - Huppertz (in German). Selent, Germany: Pour le Mérite. ISBN 3-932381-20-3.
- Scherzer, Veit (2007). Ritterkreuzträger 1939 - 1945 Die Inhaber des Ritterkreuzes des Eisernen Kreuzes 1939 von Heer, Luftwaffe, Kriegsmarine, Waffen-SS, Volkssturm sowie mit Deutschland verbündeter Streitkräfte nach den Unterlagen des Bundesarchives (in German). Jena, Germany: Scherzers Miltaer-Verlag. ISBN 978-3-938845-17-2.
- Williamson, Gordon (2006). Knight's Cross with Diamonds Recipients 1941-45. Osprey Publishing Ltd. ISBN 1-84176-644-5.
- Yeide, Harry (2014). Fighting Patton: George S. Patton Jr. Through the Eyes of His Enemies. Zenith Press. ISBN 0760345929.
- Zabecki, David T. (2008). Chief of Staff: The Principal Officers Behind History's Great Commanders. World War II to Korea and Vietnam. Naval Institute Press. ISBN 1591149916.
- Zabecki, David T. (2014). Germany at War: 400 Years of Military History. ABC-CLIO. ISBN 1598849816.
- Helden der Wehrmacht - Unsterbliche deutsche Soldaten (in German). München, Germany: FZ-Verlag GmbH, 2004. ISBN 3-924309-53-1.